# Əli Rəhimzadə
Əli Ceyhun oğlu Rəhimzadə (ur. 23 listopada 1997) – azerski zapaśnik walczący w stylu wolnym. Zajął siedemnaste miejsce na mistrzostwach świata w 2021 roku. 
Brązowy medalista mistrzostw Europy w 2020, 2021, 2024 i 2025. Złoty medalista mistrzostw świata wojskowych w 2023. Trzeci w Pucharze Świata w 2017. Wicemistrz świata U-23 w 2018. Trzeci na ME U-23 w 2017. Mistrz Europy juniorów w 2017 roku.